# Touria Chaoui

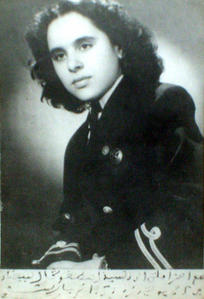
Touria Chaoui

Touria Chaoui (* 14. Dezember 1936 in Fès; † 1. März 1956 ebenda) war die erste marokkanische und arabische Frau, die einen Pilotenschein erworben hatte und somit zur ersten Pilotin ihres Landes wurde.

## Leben
Noch während ihrer Schulzeit auf dem Gymnasium in Fès entwickelte sich ihre Leidenschaft zur Fliegerei. Die einzige Flugschule in Marokko, in der Region Casablanca, weigerte sich zuerst, eine Frau auszubilden. 1948 gelang es jedoch unter Einfluss des französischen Regisseurs André Zwobada, der Touria Chaoui aus einer Rolle seines Films La Septième Porte kannte, dass Touria eine Ausbildung zur Pilotin absolvieren konnte.
Im Jahre 1952, im Alter von sechzehn Jahren, erhielt Chaoui als erste Frau in Marokko eine Pilotenlizenz. Sie war somit die erste Pilotin in der arabischen Welt. Zeitungen auf der ganzen Welt berichteten über die Sensation. Chaoui bekam Glückwünsche von zahlreichen Frauenorganisationen. Sie erhielt unter anderem ein signiertes Foto von Jacqueline Auriol, der französischen Testpilotin und Nichte von Präsident Vincent Auriol. König Mohammed V. von Marokko empfing sie im Palast, um zu gratulieren, und auch die Prinzessinnen Lalla Aicha und Lalla Malika waren bei dem Empfang als Gratulantinnen beteiligt.

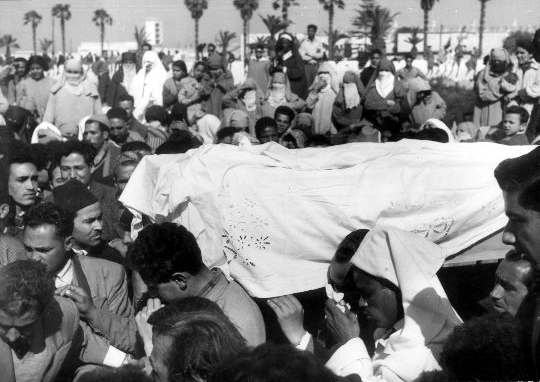
Trauerumzug bei der Bestattung von Touria Chaoui

Touria Chaoui wurde am 1. März 1956, einen Tag vor der Unabhängigkeit Marokkos, im Alter von 19 Jahren getötet, als sie ihren jüngeren Bruder von der Schule abholte. Das Motiv für den Mord wurde nie geklärt.